# 나라현 선거구
나라현 선거구(일본어: 奈良県選挙区)는 일본의 참의원 선거구이다.

## 선거구 정보
| 지역      | 나라현 전역              |
| 의원 정수 | 2명 (개선 정수 1명)      |
| 유권자 수 | 1,129,822명 (2022년 9월) |

## 역대 의원
| 홀수회                       | 홀수회        | 짝수회        | 짝수회                         |
| 의원                         | 선거          | 선거          | 의원                           |
| ---------------------------- | ------------- | ------------- | ------------------------------ |
| 고마이 도헤이 (무소속)       | 1947년 제1회  | 1947년 제1회  | 핫토리 교이치 (무소속)         |
| 고마이 도헤이 (무소속)       |               | 1948년 보궐   | 후지에다 아키노부 (일본사회당) |
| 고마이 도헤이 (무소속)       |               | 1950년 제2회  | 신타니 도라사부로 (녹풍회)     |
| 기무라 도쿠타로 (무소속)     | 1953년 제3회  |               | 신타니 도라사부로 (녹풍회)     |
| 기무라 도쿠타로 (무소속)     |               | 1956년 제4회  | 신타니 도라사부로 (자유민주당) |
| 기무라 도쿠타로 (자유민주당) | 1959년 제5회  |               | 신타니 도라사부로 (자유민주당) |
| 기무라 도쿠타로 (자유민주당) |               | 1962년 제6회  | 신타니 도라사부로 (자유민주당) |
| 오모리 히사지 (자유민주당)   | 1965년 제7회  |               | 신타니 도라사부로 (자유민주당) |
| 오모리 히사지 (자유민주당)   |               | 1968년 제8회  | 신타니 도라사부로 (자유민주당) |
| 오모리 히사지 (자유민주당)   | 1971년 제9회  |               | 신타니 도라사부로 (자유민주당) |
| 오모리 히사지 (자유민주당)   |               | 1974년 제10회 | 신타니 도라사부로 (자유민주당) |
| 호리우치 도시오 (자유민주당) | 1976년 보궐   |               | 신타니 도라사부로 (자유민주당) |
| 호리우치 도시오 (자유민주당) | 1977년 제11회 |               | 신타니 도라사부로 (자유민주당) |
| 호리우치 도시오 (자유민주당) |               | 1980년 제12회 | 신타니 도라사부로 (자유민주당) |
| 호리우치 도시오 (자유민주당) | 1983년 제13회 |               | 신타니 도라사부로 (자유민주당) |
| 호리우치 도시오 (자유민주당) |               | 1985년 보궐   | 핫토리 야스시 (자유민주당)     |
| 호리우치 도시오 (자유민주당) |               | 1986년 제14회 | 핫토리 야스시 (자유민주당)     |
| 신사카 가즈오 (연합회)       | 1989년 제15회 |               | 핫토리 야스시 (자유민주당)     |
| 요시다 유키히사 (연합회)     | 1992년 보궐   | 1992년 제16회 | 핫토리 미나오 (자유민주당)     |
| 요시다 유키히사 (신진당)     | 1995년 제17회 |               | 핫토리 미나오 (자유민주당)     |
| 요시다 유키히사 (신진당)     |               | 1998년 제18회 | 핫토리 미나오 (자유민주당)     |
| 아라이 쇼고 (자유민주당)     | 2001년 제19회 |               | 핫토리 미나오 (자유민주당)     |
| 아라이 쇼고 (자유민주당)     |               | 2004년 제20회 | 마에카와 기요시게 (민주당)     |
| 나카무라 데쓰지 (민주당)     | 2007년 제21회 |               | 마에카와 기요시게 (민주당)     |
| 나카무라 데쓰지 (민주당)     |               | 2010년 제22회 | 마에카와 기요시게 (민주당)     |
| 호리이 이와오 (자유민주당)   | 2013년 제23회 |               | 마에카와 기요시게 (민주당)     |
| 호리이 이와오 (자유민주당)   |               | 2016년 제24회 | 사토 게이 (자유민주당)         |
| 호리이 이와오 (자유민주당)   | 2019년 제25회 |               | 사토 게이 (자유민주당)         |
| 호리이 이와오 (자유민주당)   |               | 2022년 제26회 | 사토 게이 (자유민주당)         |

## 최근 선거 결과

### 2016년 (제24회)
|  | 45.54% |

|  | 33.69% |

|  | 18.70% |

|  | 2.07% |

### 2019년 (제25회)
|  | 55.26% |

|  | 40.22% |

|  | 4.52% |

### 2022년 (제26회)
|  | 41.67% |

|  | 29.30% |

|  | 16.07% |

|  | 6.93% |

|  | 4.70% |

|  | 1.33% |

## 같이 보기
- 나라현 제1구
- 나라현 제2구
- 나라현 제3구